# اكتئاب سوداوي
الاكتئاب السوداوي هو نوع فرعي من الاكتئاب السريري وفقاً للدليل التشخيصي والإحصائي للاضطرابات النفسية (الطبعة الرابعة).

## العلامات والأعراض
تشخيص الحالة يتطلب واحدًا على الأقل من الأعراض التالية:
- انعدام التلذذ (عدم القدرة على إيجاد المتعة في الأشياء الإيجابية)
- نقص تفاعل المزاج (أي أن المزاج لا يتحسن استجابة للأحداث الإيجابية)

وثلاثة أعراض على الأقل مما يلي:
- الاكتئاب وهو حالة تختلف يختلف عن الحزن أو الخسارة
- فقدان الوزن الشديد أو فقدان الشهية
- الإثارة النفسية الحركية أو التخلف
- الاستيقاظ في الصباح الباكر
- الشعور المفرط بالذنب
- المزاج السيء في الصباح

تنطبق الميزات السوداوية على نوبات اكتئاب تحدث كجزء من اضطراب اكتئابي كبير أو اضطراب ثنائي القطب

## الأسباب
يعتقد أن أسباب حدوث النوع السوداوي من الاضطراب الاكتئابي هي في معظمها عوامل بيولوجية. قد يكون البعض قد ورثوا الاضطراب عن آبائهم. في بعض الأحيان، كما يمكن أن تؤدي المواقف العصيبة إلى نوبات من الاكتئاب السوداوي، على الرغم من أن هذا سبب مساهم وليس سببًا ضروريًا أو كافيًا بحد ذاته. يعتقد أيضًا أن الأشخاص الذين يعانون من أعراض ذهانية أكثر عرضة لهذا الاضطراب. حالة الاكتئاب السوداوي شائعة في الشيخوخة وغالباً ما لا يلاحظها بعض الأطباء الذين يخلطون أعراضها مع أعراض الخرف. الاضطراب الاكتئابي الشديد أو الاكتئاب السوداوي، هي حالة منفصلة يمكن أن تصاحب الخرف عند كبار السن.

## العلاج
يُعتبر الاكتئاب السوداوي عادةً حالة تحدث بسببٍ حيوي وهي نمطٌ شديد من الاكتئاب. يشمل العلاج مضادات الاكتئاب أو العلاج بالصدمات الكهربائية أو العلاجات الأخرى المدعومة تجريبياً مثل العلاج السلوكي المعرفي والعلاج الشخصي للاكتئاب. وجدت دراسة كبيرة تمت عام 2008 حول المرضى الذين يعانون من الاكتئاب الشديد الأحادي القطب أن لديهم ميل بنسبة 23.5% للسمات السوداوية. كان هذا هو أول نوع من أنواع الاكتئاب الذي تتم دراسته بشكل مكثف، والعديد من قوائم الأعراض الخاصة بالاكتئاب توضح ذلك.

## معدل الحدوث
تبين أن معدلحدوث الاكتئاب السوداوي يزداد عندما تكون درجة الحرارة و / أو ضوء الشمس منخفضة.
ووفقًا للدليل التشخيصي والإحصائي للاضطرابات النفسية (الطبعة الرابعة)، يمكن تطبيق محدد «الميزات السوداوية» على ما يلي فقط:
1. نوبة اكتئابية كبرى، حلقة واحدة
2. نوبة اكتئاب كبرى، نوبة متكررة
3. اضطراب ثنائي القطب من النوع الأول، اخر نوبة اكتئابية حدثت
4. اضطراب ثنائي القطب الثاني من النوع الثاني، اخر نوبة اكتئابية حدثت